# Cucal caranegre
El cucal caranegre (Centropus melanops) és una espècie d'ocell de la família dels cucúlids (Cuculidae) que habita els boscos de les illes Samar, Leyte, Bohol, Dinagat, Siargao, Mindanao i Basilan, a les Filipines.